# Книллер, Владимир Артурович
Владимир Артурович Книллер (род. 8 июля 1964, Алма-Ата) — советский, российский и германский футболист, защитник. Мастер спорта России (1996).

## Биография
Родился 8 июля 1964 года в Алма-Ате.
Окончил школу № 45 города Кургана. В 1985 году окончил физфак Курганского государственного педагогического института.
Воспитанник курганского футбола («Труд» КЗКТ, первые тренеры Н. А. Галямов и Г. Н. Баев).
Взрослую карьеру начал в составе клуба «Труд», выступавшего в соревнованиях коллективов физкультуры. В 1986 году перешёл в курганскую команду мастеров, неоднократно менявшую названия в период карьеры игрока («Торпедо», «Зауралье», «Сибирь», «Курган», «Спартак»). В составе клуба Книллер провёл в общей сложности 13 сезонов (с перерывом), сыграл 330 матчей и забил 13 голов в соревнованиях мастеров, является рекордсменом клуба по числу проведённых матчей на этом уровне.
В 1993—1994 годах выступал за тюменский «Динамо-Газовик». В 1993 году вместе с клубом стал победителем зонального турнира первой лиги России и помог клубу пробиться в высшую лигу через переходный турнир, всего за сезон сыграл 28 матчей в первенстве и все пять игр переходного турнира. В высшей лиге провёл только один матч — 31 мая 1994 года, когда его команда уступила московскому «Локомотиву» 0:7, вышел на замену на 83-й минуте (при счёте 0:6) вместо Александра Герасимова.
После окончания карьеры в большом футболе провёл один сезон (2000/01) в соревнованиях по мини-футболу за курганский «Русич». В 2001—2002 годах был главным тренером «Тобола».
С 2003 года проживает во Франкфурте-на-Майне (Германия), работал тренером SV «Niederursel».

## Достижения

### Командные
«Тобол»
- Обладатель Кубка РСФСР: 1991

### Личные
- Лучший молодой футболист Курганской области: 1982[5]
- Рекордсмен «Тобола» по числу матчей в первенствах страны (330)

## Семья
Сын Антон выступал за сборную Германии по мини-футболу и пляжному футболу.